# Прогрессивная партия Вермонта
Прогрессивная партия Вермонта (англ. Vermont Progressive Party) — левоцентристская политическая партия США, с 1999 года действующая в штате Вермонт. Идеология базируется на идеях прогрессивизма, социал-демократии, «зелёной политики», демократического социализма и популизма (в американском понимании термина). С партией тесно связан Берни Сандерс — независимый сенатор от Вермонта; единственный социалист в Сенате США.

## История
Актив Прогрессивной партии Вермонта оформился ещё в 1980 году, когда политолог Терри Буришес проводил в Вермонте президентскую кампанию кандидата от энвайроменталистской левоцентристской Гражданской партии Барри Коммонера.
Затем эта «Прогрессивная коалиция», разделявшие прогрессивисткие и левые взгляды, участвовала в кампаниях независимого кандидата, демократического социалиста Берни Сандерса, вначале победившего на выборах мэра Берлингтона, а затем избранного в Палату представителей США. Когда Прогрессивная партия Вермонта была официально зарегистрирована, она уже была представлена несколькими представителями в Генеральной ассамблее штата.
На президентских выборах 2000 года партия выдвинула в президенты Ральфа Нейдера, общенационального кандидата от Партии зелёных, открыв тем самым возможность голосовать за него в штате Вермонт. На выборах 2004 года партия увеличила своё представительство в Палате представителей Вермонта до пяти человек, став единственной третьей партией в США, имевшей более одного представителя в законодательных органах власти.

## Политические позиции
Партия пользуется поддержкой как социальных либералов из Демократической партии, так и рабочих, голосующих за республиканцев. Программа Прогрессивной партии Вермонта отвечает европейской социал-демократии и считается «левой» по американским меркам. Партия выступает за:
- повышение доступности здравоохранения,
- реформу школьного образования,
- использование возобновляемых источников энергии,
- отказ от ядерной энергии,
- создание сети высокоскоростных железных дорог,
- реформирование пенитенциарной системы и защиту прав осуждённых,
- повсеместную отмену смертной казни в США,
- помощь бездомным,
- окончание «войны с наркотиками»,
- защиту прав профсоюзов,
- децентрализацию экономики,
- повышение минимальной зарплаты до прожиточного минимума,
- прогрессивный подоходный налог.

Давление прогрессистов, требующих доступного здравоохранения для всех жителей штата, побудило губернатора Вермонта Питера Шамлина проводить медицинскую реформу в направлении Single-payer health care. Партия занимает антимилитаристскую позицию и поддерживает права ЛГБТ, в том числе легализацию однополых браков.
К Прогрессивной партии Вермонта близка партия «Союз свободы» (англ. Liberty Union Party), определяющая себя как ненасильственная социалистическая. Платформа «Союза свободы» базируется на идеях демократического социализма, эко-социализма и популизма.

## Представительство в органах власти
На выборах в Палату представителей штата Вермонт 2010 года получили 9470 голосов (2,96 % избирателей) и 5 мест. Для сравнения: у демократов 55,11 % и 96 мест, у республиканцев 38,04 % и 46 мест, у независимых 3,81 % и 3 места. У Вермонтской прогрессивной партии также 2 (из 30) представителя в Сенате штата. Оплотом партии считается крупнейший город штата Берлингтон, где мэром в 1981—1989 годах был Берни Сандерс, а с 2006 года является член Вермонтской прогрессивной партии Боб Кисс.